# VM i håndbold 1993 (mænd)
Verdensmesterskabet i håndbold for mænd 1993 var det 13. (indendørs) VM i håndbold for mænd. Slutrunden med deltagelse af 16 nationer blev afholdt i Sverige i perioden 10. – 20. marts 1993.
Tjekkoslovakiet var blevet opdelt i Tjekkiet og Slovakiet et par måneder før VM, så holdet stillede op som et fælles hold fra de to nye nationer.
Rusland blev verdensmester for første gang ved at slå Frankrig 28-19 i finalen. Bronzen gik til værtslandet Sverige, der besejrede Schweiz 26-19 i bronzekampen. Danmark sluttede på 9.-pladsen efter at have slået Rumænien i placeringskampen om 9.-pladsen.

## Slutrunde
De 16 deltagende nationer spillede først en indledende runde i fire grupper med fire hold, hvorfra de tre bedste i hver gruppe gik videre til hovedrunden, der bestod af to nye grupper med seks hold. Hovedrundens to gruppevindere gik direkte videre til VM-finalen, mens de to toere gik videre til bronzekampen. De to gruppetreere spillede om 5.-pladsen, firerne spillede om 7.-pladsen, femmerne om 9.-pladsen og sekserne om 11.-pladsen. Holdene, der sluttede sidst i de indledende grupper, spillede en placeringsrunde om placeringerne 13-16.

### Indledende runde
| Dato  | Kamp                      | Res.  |
| ----- | ------------------------- | ----- |
| 10.3. | Tjekkoslovakiet - Egypten | 20-21 |
| 10.3. | Spanien - Østrig          | 22-15 |
| 12.3. | Østrig - Tjekkoslovakiet  | 20-22 |
| 12.3. | Egypten - Spanien         | 14-17 |
| 13.3. | Østrig - Egypten          | 26-23 |
| 13.3. | Spanien - Tjekkoslovakiet | 19-19 |

| Gruppe A        | Kampe | Mål   | Point |
| --------------- | ----- | ----- | ----- |
| Spanien         | 3     | 58-48 | 5     |
| Tjekkoslovakiet | 3     | 61-60 | 3     |
| Egypten         | 3     | 58-63 | 2     |
| Østrig          | 3     | 61-67 | 2     |

| Dato  | Kamp                | Res.  |
| ----- | ------------------- | ----- |
| 10.3. | Frankrig - Schweiz  | 24-26 |
| 10.3. | Rumænien - Norge    | 15-15 |
| 12.3. | Schweiz - Rumænien  | 18-19 |
| 12.3. | Norge - Frankrig    | 20-21 |
| 13.3. | Norge - Schweiz     | 16-21 |
| 13.3. | Rumænien - Frankrig | 22-23 |

| Gruppe B | Kampe | Mål   | Point |
| -------- | ----- | ----- | ----- |
| Schweiz  | 3     | 65-59 | 4     |
| Frankrig | 3     | 68-68 | 4     |
| Rumænien | 3     | 56-56 | 3     |
| Norge    | 3     | 51-57 | 1     |

| Dato  | Kamp             | Res.  |
| ----- | ---------------- | ----- |
| 9.3.  | Sverige - Island | 21-16 |
| 9.3.  | Ungarn - USA     | 33-18 |
| 11.3. | Island - Ungarn  | 25-21 |
| 11.3. | USA - Sverige    | 16-32 |
| 13.3. | Island - USA     | 34-19 |
| 13.3. | Sverige - Ungarn | 20-19 |

| Gruppe C | Kampe | Mål   | Point |
| -------- | ----- | ----- | ----- |
| Sverige  | 3     | 73-51 | 6     |
| Island   | 3     | 75-61 | 4     |
| Ungarn   | 3     | 73-63 | 2     |
| USA      | 3     | 53-99 | 0     |

| Dato  | Kamp                | Res.  |
| ----- | ------------------- | ----- |
| 10.3. | Rusland - Sydkorea  | 33-18 |
| 10.3. | Tyskland - Danmark  | 20-20 |
| 12.3. | Sydkorea - Tyskland | 25-28 |
| 12.3. | Danmark - Rusland   | 18-26 |
| 13.3. | Sydkorea - Danmark  | 16-16 |
| 13.3. | Rusland - Tyskland  | 19-19 |

| Gruppe D | Kampe | Mål   | Point |
| -------- | ----- | ----- | ----- |
| Rusland  | 3     | 78-55 | 5     |
| Tyskland | 3     | 67-64 | 4     |
| Danmark  | 3     | 54-62 | 2     |
| Sydkorea | 3     | 59-77 | 1     |

### Placeringsrunde
Holdene, der endte på fjerdepladserne i de indledende grupper, spillede om placeringerne 13-16 i placeringsrunden i Eskilstuna.
| Dato  | Kamp              | Res.  |
| ----- | ----------------- | ----- |
| 15.3. | Østrig - USA      | 31-19 |
| 15.3. | Sydkorea - Østrig | 29-32 |
| 16.3. | Østrig - Norge    | 23-23 |
| 16.3. | Norge - Sydkorea  | 30-28 |
| 18.3. | USA - Norge       | 15-41 |
| 18.3. | USA - Sydkorea    | 28-35 |

| Placeringsrunde | Placeringsrunde | Kampe | Mål     | Point |
| --------------- | --------------- | ----- | ------- | ----- |
| 13.             | Norge           | 3     | 94-66   | 5     |
| 14.             | Østrig          | 3     | 86-71   | 5     |
| 15.             | Sydkorea        | 3     | 92-90   | 2     |
| 16.             | USA             | 3     | 062-107 | 0     |

### Hovedrunde
Hovedrunden bestod af de tolv hold, der var endt som nr. 1, 2 eller 3 i de indledende grupper, og holdene var inddelt i to grupper med seks hold – holdene fra de indledende grupper A og B blev samlet i gruppe I, mens holdene fra gruppe C og D samledes i gruppe II. Resultaterne af kampe mellem hold fra samme gruppe i den indledende runde blev overført til hovedrunden. Vinderne af de to grupper gik direkte i VM-finalen, toerne spillede bronzekamp, treerne spillede om 5.pladsen, mens firerne mødtes i en kamp om 7.pladsen, femmerne spillede om 9.pladsen og endelig mødtes sekserne i kampen om 11.pladsen
| Dato  | Kamp                       | Res.  |
| ----- | -------------------------- | ----- |
| 15.3. | Egypten - Schweiz          | 23-26 |
| 15.3. | Spanien - Rumænien         | 20-16 |
| 15.3. | Tjekkoslovakiet - Frankrig | 18-26 |
| 17.3. | Rumænien - Egypten         | 27-26 |
| 17.3. | Schweiz - Tjekkoslovakiet  | 23-24 |
| 17.3. | Frankrig - Spanien         | 23-21 |
| 18.3. | Egypten - Frankrig         | 16-19 |
| 18.3. | Tjekkoslovakiet - Rumænien | 23-21 |
| 18.3. | Spanien - Schweiz          | 28-29 |

| Gruppe I        | Kampe | Mål     | Point |
| --------------- | ----- | ------- | ----- |
| Frankrig        | 5     | 115-103 | 8     |
| Schweiz         | 5     | 121-118 | 6     |
| Spanien         | 5     | 105-101 | 5     |
| Tjekkoslovakiet | 5     | 104-110 | 5     |
| Rumænien        | 5     | 105-110 | 4     |
| Egypten         | 5     | 100-109 | 2     |

| Dato  | Kamp               | Res.  |
| ----- | ------------------ | ----- |
| 15.3. | Ungarn - Rusland   | 22-29 |
| 15.3. | Island - Tyskland  | 16-23 |
| 15.3. | Sverige - Danmark  | 23-20 |
| 17.3. | Danmark - Ungarn   | 22-21 |
| 17.3. | Rusland - Island   | 27-19 |
| 17.3. | Tyskland - Sverige | 16-24 |
| 18.3. | Ungarn - Tyskland  | 21-22 |
| 18.3. | Island - Danmark   | 27-22 |
| 18.3. | Sverige - Rusland  | 20-30 |

| Gruppe II | Kampe | Mål     | Point |
| --------- | ----- | ------- | ----- |
| Rusland   | 5     | 131-980 | 9     |
| Sverige   | 5     | 108-101 | 8     |
| Tyskland  | 5     | 100-100 | 6     |
| Island    | 5     | 103-114 | 4     |
| Danmark   | 5     | 102-117 | 3     |
| Ungarn    | 5     | 104-118 | 0     |

### Finalekampe
Finale- og placeringskampene blev afviklet i Stockholm.
| Dato               | Kamp               | Res.  |
| ------------------ | ------------------ | ----- |
| Kamp om 5.-pladsen |                    |       |
| 20.3.              | Spanien - Tyskland | 29-26 |
| Bronzekamp         |                    |       |
| 20.3.              | Schweiz - Sverige  | 19-26 |
| Finale             |                    |       |
| 20.3.              | Frankrig - Rusland | 19-28 |

| Dato                | Kamp                     | Res.  |
| ------------------- | ------------------------ | ----- |
| Kamp om 11.-pladsen |                          |       |
| 20.3.               | Egypten - Ungarn         | 25-29 |
| Kamp om 9.-pladsen  |                          |       |
| 20.3.               | Rumænien - Danmark       | 23-27 |
| Kamp om 7.-pladsen  |                          |       |
| 20.3.               | Tjekkoslovakiet - Island | 22-21 |

## Kvalifikation
De otte bedste hold fra VM 1990 var direkte kvalificeret til slutrunden: Sverige, Sovjetunionen, Rumænien, Jugoslavien, Spanien, Ungarn, Tjekkoslovakiet og Tyskland (eftersom DDR sluttede som nr. 8 ved VM 1990).
De fem bedste hold ved B-VM 1992 kvalificerede sig til slutrunden: Norge, Østrig, Island, Schweiz og Danmark.

### Asien
Fra Asien kvalificerede vinderen af asienmesterskabet i 1991, Sydkorea, sig til slutrunden.

### Afrika
Fra Afrika kvalificerede vinderen af afrikamesterskabet i 1992, Egypten, sig til slutrunden.

### Panamerika
Fra Panamerika deltog USA i slutrunden.